# Graciela Repún
Graciela Repún (Buenos Aires, 7 de junio de 1951-Buenos Aires, 13 de febrero de 2025) fue una escritora argentina.

## Biografía
Comenzó a trabajar como creativa y escritora free lance de diferentes empresas publicitarias. De tal ocupación se dirigió hacia la literatura infantil, género que no abandonó.
Incursionó en diferentes géneros: cuento, teatro, poesía, biografía y novela. Editó también en Uruguay, Chile, Puerto Rico, México, Inglaterra, España e Italia. Perteneció al Comité Asesor del Capítulo Argentino de la Society of children’s book writers & illustrators (SCBWI),  con sede central en Los Ángeles, Estados Unidos. Fue miembro titular de la Comisión Directiva de Alija; redactora jefa de la revista de tango bilingüe El Milonguero, The Florida Tango Magazine, una revista que publica en Miami. Adaptó textos clásicos para niños, así como cuentos tradicionales infantiles. A partir de su libro Tolkien para principiantes fue consultada como estudiosa del prestigioso escritor. En 2016 participó como jurado en el Premio Cuento Digital Sub-18 organizado por la Fundación Itaú.

## Obras
- El capitán pelado (1988)
- Nico se da corte (1996)
- Chicos y gigantes (1997)
- Leyendas argentinas (2001)
- ¿Quién está detrás de esa casa? (2003)
- Grito y pataleo porque quiero, quiero y quiero (2004)
- El mar está lleno de sirenas (2004)
- Monstruos al teatro (2004) (con la colaboración de Patricia Suárez)
- Gordo/Flaco (2005)
- AbejaOveja (2006)
- El mago y el escritor (2008)
- Voy al jardín (2009)
- Los tres hermanos sabios (Adaptación)
- La katana perdida (2012 (con la colaboración de Ángeles Durini, Mario Méndez y Franco Vaccarini)
- La tercera cosa (2014)